# Lista de vereadores de Rio Bonito
Esta é a lista de vereadores de Rio Bonito, município brasileiro do estado do Rio de Janeiro.
A Câmara Municipal de Rio Bonito é formada por dez representantes. Em 2020 foi eleito onze representantes.
O prédio atual da Câmara chama-se Palácio Vereador Wilson da Silva Belgues, em homenagem ao ex-vereador da Cidade. O salão principal chama-se Plenário Nely Miranda.

## Legislatura de 2021–2024
Estes são os vereadores eleitos nas eleições de 15 de novembro de 2020, pelo período de 1° de janeiro de 2021 a 31 de dezembro de 2024:
| Mesa Diretora (2021-2022)             |                       |                        |                           |
| Nome                                  | Início do mandato     | Fim do mandato         | Cargo                     |
| Eduardo Ferreira Soares (SD)          | 1º de janeiro de 2021 | 31 de dezembro de 2022 | Presidente da Câmara      |
| Eduardo Silva dos Santos (Rep.)       | 1º de janeiro de 2021 | 31 de dezembro de 2022 | Vice-presidente da Câmara |
| Marlene Carvalho da S. Pereira (Cid.) | 1º de janeiro de 2021 | 31 de dezembro de 2022 | 1ª Secretária             |
| Marcos Fernando da Fonseca (PSL)      | 1º de janeiro de 2021 | 31 de dezembro de 2022 | 2º Secretário             |

|    | Nome                                                                            | Partido                                        | Votos | %    | Observações |
| -- | ------------------------------------------------------------------------------- | ---------------------------------------------- | ----- | ---- | ----------- |
| 1  | Eduardo Ferreira Soares (2021-2022) (Itaboraí, 10.03.1981–)                     | Solidariedade (SD)                             | 1.673 | 5,04 | 1º mandato  |
| 2  | Abner Alvernaz Júnior, Neném de Boa Esperança (Rio Bonito, 27.01.1970–)         | Partido da Mobilização Nacional (PMN)          | 1.112 | 3,35 | 2º mandato  |
| 3  | Reginaldo Ferreira Dutra, Reis (Rio Bonito, 30.06.1964–)                        | Partido Trabalhista Brasileiro (PTB)           | 993   | 2,99 | 2º mandato  |
| 4  | Alex da Conceição Santos, Alex da Guarda (Rio Bonito, 04.10.1984–)              | Partido da Mobilização Nacional (PMN)          | 923   | 2,81 | 1º mandato  |
| 5  | Marlene Carvalho da Silva Pereira, Assistente Social (Rio Bonito, 27.10.1959–)  | CIDADANIA                                      | 859   | 2,59 | 2º mandato  |
| 6  | Diógenes Alves de Miranda, Diorle (Rio Bonito, 15.01.1980–)                     | AVANTE                                         | 850   | 2,56 | 1º mandato  |
| 7  | Humberto Alexandre Belgues da Costa Ramos (Rio de Janeiro, 22.06.1967–)         | Partido Liberal (PL)                           | 821   | 2,47 | 2º mandato  |
| 8  | Fabiano dos Santos Cardozo, Xeroca (Rio Bonito, 12.01.1981–)                    | Partido da Social Democracia Brasileira (PSDB) | 776   | 2,34 | 2º mandato  |
| 9  | Carlos Augusto Figueiredo da Silva, Carlinho da Praça (Rio Bonito, 13.03.1966–) | Partido Social Democrático (PSD)               | 635   | 1,91 | 1º mandato  |
| 10 | Marcos Fernando da Fonseca, Marquinho Luanda (São Gonçalo, 14.08.1968–)         | Partido Social Liberal (PSL)                   | 621   | 1,87 | 1º mandato  |
| 11 | Eduardo Silva dos Santos, Dudu (Rio Bonito, 07.10.1985–)                        | REPUBLICANOS                                   | 352   | 1,06 | 1º mandato  |

## Legislatura de 2017–2020
Estes são os vereadores eleitos nas eleições de 2 de outubro de 2016, pelo período de 1° de janeiro de 2017 a 31 de dezembro de 2020:
|    | Nome                                                                            | Partido                                            | Votos | %    | Observações |
| -- | ------------------------------------------------------------------------------- | -------------------------------------------------- | ----- | ---- | ----------- |
| 1  | Reginaldo Ferreira Dutra, Reis (2017-2018) (Rio Bonito, 30.06.1964–)            | Partido do Movimento Democrático Brasileiro (PMDB) | 2.140 | 5,99 | 1º mandato  |
| 2  | Abner Alvernaz Junior, Neném de Boa Esperança (Rio Bonito, 27.01.1970–)         | Partido da Mobilização Nacional (PMN)              | 1.500 | 4,20 | 1º mandato  |
| 3  | Marlene Carvalho da Silva Pereira, Assistente Social (Rio Bonito, 27.10.1959–)  | Partido Popular Socialista (PPS)                   | 1.288 | 3,61 | 1º mandato  |
| 4  | Humberto Alexandre Belgues da Costa Ramos (2019-2020) (Rio Bonito, 22.06.1967–) | Partido Social Liberal (PSL)                       | 1.063 | 2,98 | 1º mandato  |
| 5  | Rafael Caldas da Silva (Rio Bonito, 11.09.1978–)                                | Partido Trabalhista do Brasil (PTdoB)              | 1.051 | 2,94 | 1º mandato  |
| 6  | Cláudio Fonseca de Moraes, Claudinho Bumbum (Rio Bonito, 08.02.1967–)           | Partido da República (PR)                          | 1.046 | 2,93 | 1º mandato  |
| 7  | Fernando da Conceição Carvalho, Fernando da Mata (Rio Bonito, 06.12.1980–)      | Partido da Mobilização Nacional (PMN)              | 997   | 2,79 | 1º mandato  |
| 8  | Luís Humberto Pereira Pimenta, Guarda (Rio de Janeiro, 08.01.1973–)             | Partido Republicano Brasileiro (PRB)               | 992   | 2,78 | 1º mandato  |
| 9  | Edilon de Souza Ferreira, Dilon (Rio Bonito, 26.06.1976–)                       | Partido Social Cristão (PSC)                       | 954   | 2,67 | 1º mandato  |
| 10 | Fabiano dos Santos Cardozo, Xeroca (Rio Bonito, 12.01.1981–)                    | Partido Trabalhista Brasileiro (PTB)               | 885   | 2,48 | 1º mandato  |

## Legenda
| Cor  | Significado          |
| Bege | Presidente da Câmara |
| Azul | Suplente             |